# Омония (район Афин)

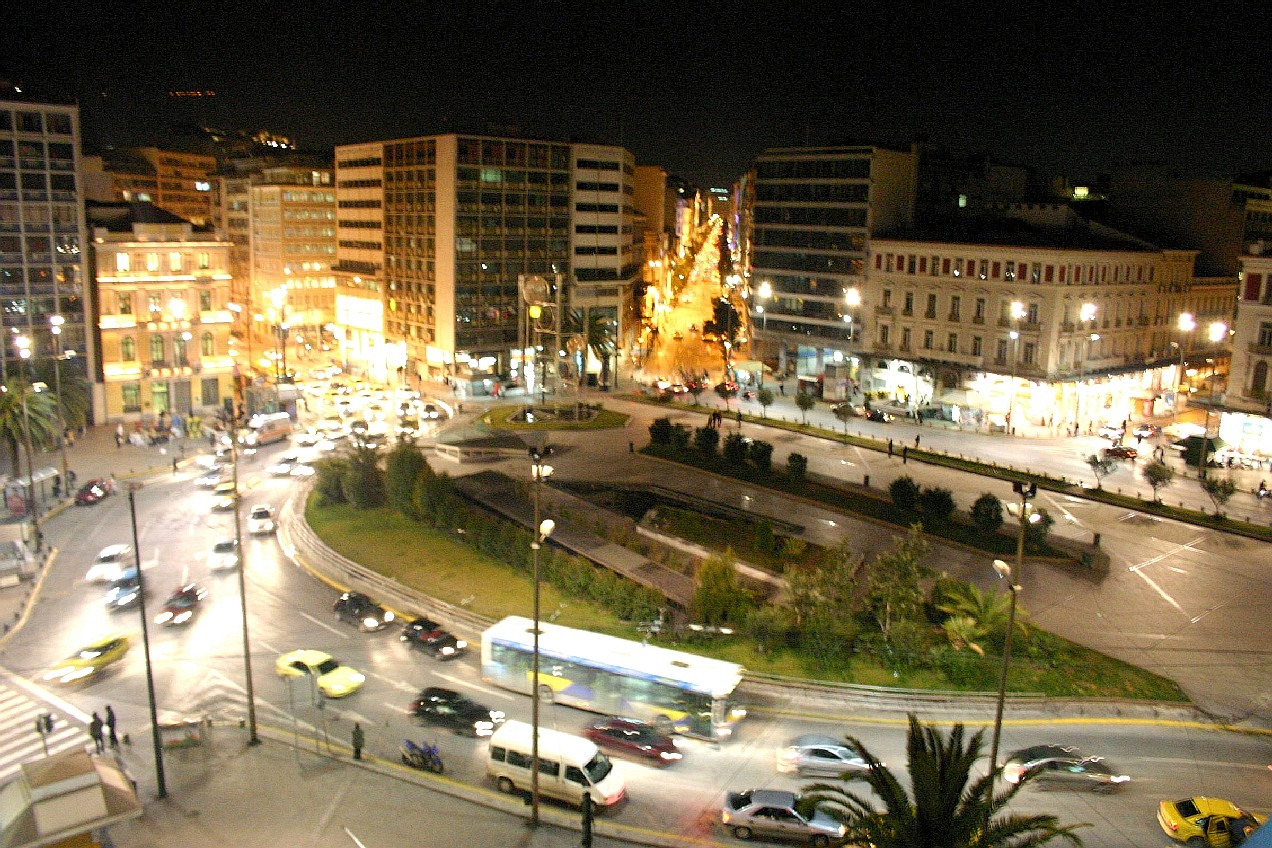
Площадь Омони́ас ночью.

Омония (греч. Ομόνοια) — район в центре Афин, расположенный вокруг площади Омони́ас. Район обслуживает станция «Омония» зелёной линии афинского метрополитена.
Исторический центр города, он пережил серьёзный упадок в последние годы, всё сильнее страдая от наркоторговли, проституции и воровства, особенно в западной части. Несмотря на это, Омония по-прежнему играет роль центра коммерческой и социальной жизни Афин, в особенности для различных иммигрантских общин.